# Husni Mubarak
Muhammad Husni Mubarak (arab. محمد حسني مبارك, wymowa egipska: [mæˈħæmmæd ˈħosni moˈbɑːɾɑk]; ur. 4 maja 1928 w Kafr al-Musajliha, zm. 25 lutego 2020 w Kairze) – egipski polityk i wojskowy, prezydent Egiptu od 14 października 1981 do 11 lutego 2011, a wcześniej oficer w lotnictwie egipskim i wiceprezydent.
Od 1950 służył w egipskich siłach powietrznych, a jako ich dowódca od 1972 wyróżnił się w wojnie Jom Kipur. Po odejściu z wojska w 1975 został wiceprezydentem Egiptu u boku Anwara as-Sadata. Po zabójstwie as-Sadata w 1981 przejął po nim urząd prezydencki. Rządy Mubaraka charakteryzowały się z jednej strony represjami wobec radykalnych organizacji islamistycznych, odpowiedzialnych za zamach na poprzednika, z drugiej – liberalnymi reformami ekonomicznymi, których skutkiem był szybki rozwój gospodarczy kraju, ale i wzrost rozwarstwienia społecznego. W polityce zagranicznej Mubarak doprowadził do przełamania izolacji Egiptu w świecie arabskim, w którą kraj popadł po podpisaniu przez as-Sadata traktatu pokojowego z Izraelem w 1979, za cenę pogorszenia relacji z Izraelem. Z inicjatywy Mubaraka Egipt przystąpił do I wojny w Zatoce Perskiej po stronie koalicji antyirackiej.
Na początku 2011 Mubarak został obalony w wyniku protestów ulicznych. Po rewolucji został aresztowany wraz z synami, Alą i Dżamalem; w 2012 został skazany na dożywotnie więzienie za krwawe tłumienie demonstracji w 2011. Opuścił więzienie w 2017.

## Życiorys

### Do 1981
Husni Mubarak urodził się 4 maja 1928 w miejscowości Kafr al-Musajliha w muhafazie Al-Minufijja, leżącej na północ od Kairu. Ukończył szkołę średnią w pobliskiej Szibin al-Kaum, a potem Egipską Akademię Wojskową w 1949. W tym samym roku wstąpił do Akademii Sił Powietrznych, którą ukończył w roku następnym. Służył jako oficer lotnictwa, następnie został instruktorem w Akademii Sił Powietrznych, trzykrotnie wyjeżdżał na szkolenia do ZSRR. Awansował kolejno na dowódcę eskadry, dowódcę skrzydła i dowódcę bazy. W 1967 został komendantem Akademii Sił Powietrznych, zaś w 1969 został szefem sztabu lotnictwa. Rok później mianowano go wiceministrem obrony Egiptu.

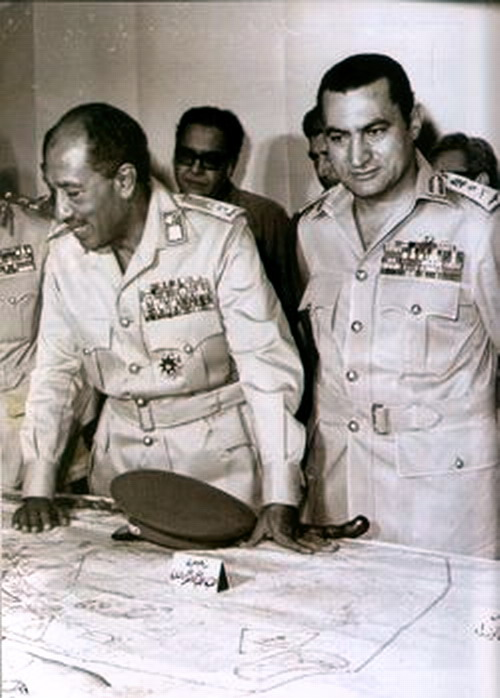
Husni Mubarak i Anwar as-Sadat podczas wojny Jom Kipur

W 1972 prezydent Anwar as-Sadat wyznaczył go na dowódcę sił lotniczych Egiptu. Mubarak brał udział w opracowywaniu planów ataku egipsko-syryjskiego na Izrael 6 października 1973, rozpoczynającego wojnę Jom Kipur. W czasie konfliktu Mubarak dowodził egipskim lotnictwem, które spisywało się na tyle dobrze, iż po wojnie prezydent Sadat ogłosił go bohaterem wojennym i nadał mu stopień marszałka sił powietrznych.

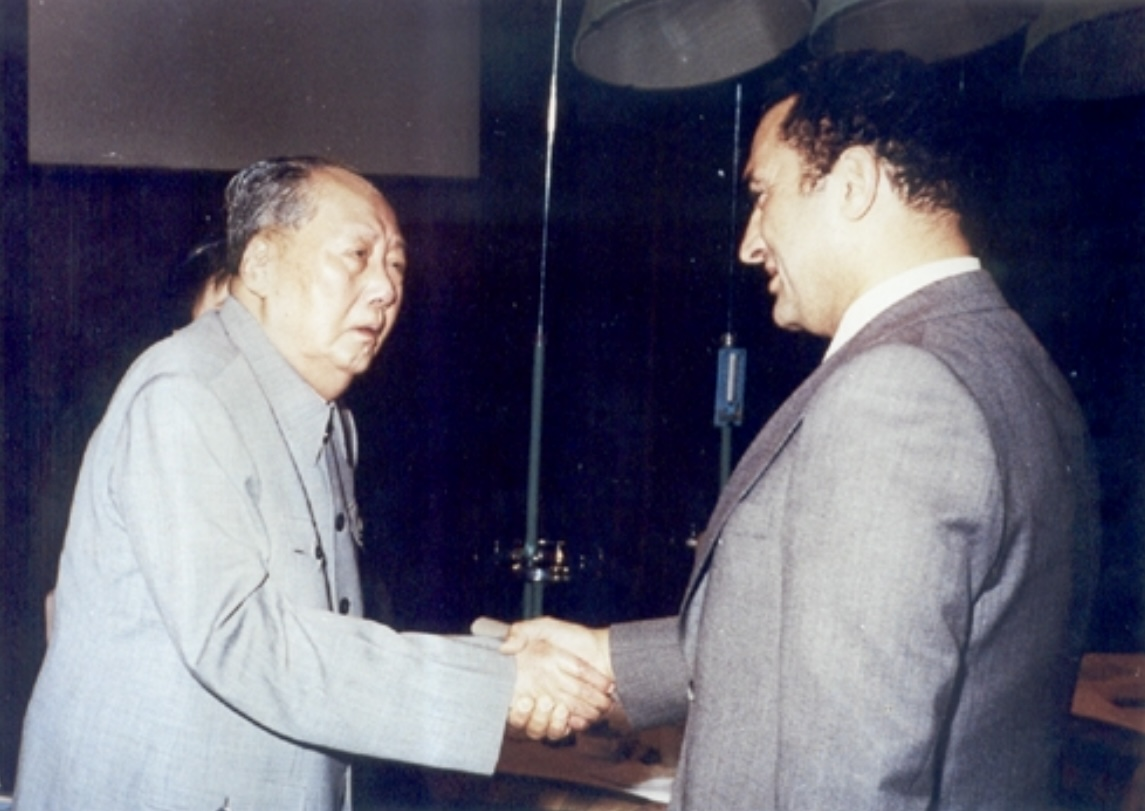
Husni Mubarak podczas spotkania z przywódcą Chińskiej Republiki Ludowej Mao Zedongiem w Pekinie (1976)

W 1975 nieoczekiwanie został mianowany wiceprezydentem Egiptu, co było ze strony prezydenta gestem pod adresem wojska. Mubarak nie miał jednak szczególnych wpływów w państwie, najważniejsze decyzje Anwar as-Sadat podejmował bowiem jednoosobowo.
Władzę w Egipcie przejął po zamordowaniu Anwara as-Sadata w zamachu w czasie parady wojskowej w Kairze 6 października 1981. Mubarak w czasie parady znajdował się obok prezydenta i został lekko ranny w rękę.

### Prezydentura

#### Pierwsza kadencja (1981–1987)
13 października 1981 obywatele Egiptu w referendum zdecydowaną większością (98,4%) opowiedzieli się za objęciem urzędu prezydenckiego przez Mubaraka. Za rozwiązaniem takim opowiadały się prawie wszystkie krajowe partie, z wyjątkiem Narodowo-Postępowej Partii Zjednoczenia, poparcie dla niego wyraziło także wojsko. Mubarak objął urząd prezydenta 14 października 1981. W otoczeniu nowego prezydenta elitę rządzącą nadal tworzyli politycy Partii Narodowo-Demokratycznej. Początkowo stanowiska kierownicze piastowali w niej działacze, którzy objęli je za prezydentury as-Sadata, jednak przed wyborami parlamentarnymi w maju 1984 Mubarak wymienił kierownictwo partii, usuwając osoby zbyt blisko związane z nieżyjącą głową państwa. Ważnymi jego doradcami byli także oficerowie, spośród których największą rolę odgrywali Abd al-Halim Abu Ghazala oraz Usama al-Baz. Mubarak zachował styl rządzenia swojego poprzednika i podstawowe założenia polityki wewnętrznej i zagranicznej.
Bezpośrednio po objęciu władzy Mubarak zniszczył organizacje radykalnych muzułmanów, odpowiedzialnych za zamordowanie jego poprzednika i nawołujących w poprzednich latach do przebudowy całego systemu państwowego w duchu islamskim. We wrześniu 1984 przeprowadzony został proces 174 członków i sympatyków grup Dżihad oraz Wspólnota Islamska, zapadło w nich 16 wyroków dożywotnich robót przymusowych, inni podsądni otrzymali kary więzienia. Mubarak zachował w mocy stan wyjątkowy ogłoszony po zamordowaniu Sadata. Po zdławieniu opozycji ze strony islamskich radykałów przyjął kurs bardziej liberalny, nawiązujący do działań poprzednika. Dopuścił druk prasy opozycyjnej. Był zdania, że liberalizacja życia politycznego w państwie będzie mieć pozytywny wpływ na gospodarkę i ułatwi mu kontrolowanie społecznych nastrojów. Zgodził się na ponowną legalizację partii Wafd (pod nazwą Nowy Wafd), Socjalistycznej Partii Pracy oraz umiarkowanego skrzydła Stowarzyszenia Braci Muzułmanów, pod warunkiem jednak, że nie będą one głosić haseł gruntownej przebudowy systemu politycznego. W 1984 prezydencka partia odniosła zdecydowane zwycięstwo w wyborach, co zawdzięczała znacznie większym środkom na cele propagandowe, jakimi dysponowała, w porównaniu z konkurentami.
W ekonomii Mubarak kontynuował zapoczątkowaną przez Sadata politykę otwarcia (infitah), modyfikując niektóre jej założenia. Zapowiedział nowe inwestycje w przemyśle i w rolnictwie. W 1983 wprowadził system bodźców finansowych, który miał skłonić załogi zakładów do bardziej wydajnej pracy, zapewniając im udziały w zyskach i konsekwentnie współodpowiedzialność za straty. Rok wcześniej zmodyfikował prawo inwestycyjne. Umożliwił inwestorom krajowym korzystać z przywilejów, które polityka infitah nadawała dotąd jedynie przedsiębiorcom zagranicznym. W kolejnych latach państwo egipskie stopniowo ograniczało skalę swoich inwestycji, rósł procent inwestycji prywatnych (głównie w budownictwie). Zmiany wprowadzone przez Mubaraka nie dały spodziewanych efektów. Wzrost PKB był znacznie wolniejszy niż w ostatnich latach rządów as-Sadata, a najważniejsze dochody państwa pochodziły z opłat za korzystanie z Kanału Sueskiego oraz z eksportu ropy naftowej. Załamanie się koniunktury naftowej w 1986 było poważnym ciosem dla krajowej gospodarki. W polityce społecznej Mubarak wycofywał się stopniowo z programów pomocy socjalnej wprowadzonych przez Abdel Nasera i częściowo ograniczonych przez Sadata, dążąc do równowagi budżetowej (mimo to w budżecie utrzymywał się deficyt). Równocześnie nie chciał doprowadzić do większych niepokojów społecznych, co nie zawsze okazywało się możliwe wobec powiększającej się liczby żyjących w ubóstwie. W 1984 w Kafr ad-Dawarze miały miejsce manifestacje przeciwko planowanym podwyżkom cen żywności. W latach 80. XX wieku Egipt pozostawał uzależniony od pomocy zagranicznej, a jego zadłużenie, głównie względem Stanów Zjednoczonych, szybko wzrastało.
W polityce zagranicznej Mubarak doprowadził do uporządkowania stosunków Egiptu z naftowymi państwami arabskimi. W pierwszych miesiącach sprawowania urzędu, zgodnie z porozumieniem z Camp David, przejął od Izraela kontrolę nad Synajem. Już w czerwcu 1982 relacje egipsko-izraelskie ponownie uległy pogorszeniu, gdy Mubarak negatywnie odniósł się do interwencji izraelskiej w Libanie i do stłumienia powstania palestyńskiego na terytoriach okupowanych. Odwołanie egipskiego ambasadora w Izraelu doprowadziło do zakończenia bojkotu Kairu przez pozostałe kraje arabskie, trwającego od czasu, gdy Anwar as-Sadat podpisał porozumienie z Izraelem. Tendencję tę jeszcze wzmocniła wizyta Jasira Arafata w Egipcie w grudniu 1983 (Mubarak poparł Arafata, gdy władze Syrii usiłowały doprowadzić do zmiany kierownictwa Organizacji Wyzwolenia Palestyny). Polityka Mubaraka wobec problemu palestyńskiego była jednak niekonsekwentna. W czerwcu 1982 zaprosił kierownictwo OWP, by urządziło stałą siedzibę w Kairze, po miesiącu wycofał się z tej propozycji. W listopadzie natomiast apelował do Palestyńczyków, by uznali istnienie Izraela, co również ostatecznie odwołał. Z uwagi na fakt, iż większość pomocy zagranicznej napływającej do Egiptu pochodziła z USA, prezydent podtrzymał wydaną przez poprzednika zgodę na udostępnienie Amerykanom egipskich lotnisk i innych urządzeń wojskowych oraz zgodził się na budowę bazy w Ras Banas (oficjalnie tymczasowej). Mubarak pragnął przy tym, by Egipt uchodził za państwo niezaangażowane. Przedstawiciele kraju działali w ruchu państw niezaangażowanych, zaś w 1982 prezydent stwierdził, że istnieje możliwość unormowania stosunków z ZSRR pod warunkiem, że kraj ten nie będzie ingerował w politykę wewnętrzną Egiptu. W roku następnym Kair i Moskwa ponownie zawarły umowy kulturalną i handlową, zaś w roku następnym wznowiły pełne stosunki dyplomatyczne.
W wojnie iracko-irańskiej Egipt poparł Irak, kierując do niego znaczne dostawy broni, jak również doradców wojskowych i tymczasowych pracowników, którzy mieli zastępować mężczyzn zmobilizowanych do wojska. Dzięki temu w 1982 obydwa państwa wznowiły oficjalne stosunki.
Wiosną 1984, z inicjatywy Arafata, Egipt został ponownie przyjęty do Organizacji Kongresu Islamskiego. Nieoficjalnie utrzymywał kontakty z Marokiem, Mubarak stopniowo poprawiał relacje z Jordanią, która również poparła wniosek Kairu o powrót do Organizacji Kongresu Islamskiego.
W 1985 Mubarak ogłosił ponowne przejęcie przez państwo kontroli nad meczetami. Nie zgodził się na wzmocnienie roli szariatu w ustawodawstwie egipskim i starał się nie dopuścić do dyskryminacji Koptów. Zabraniając radykalnym muzułmanom prowadzenia otwartej agitacji, zaostrzył także cenzurę obyczajową i ograniczył aktywność organizacji feministycznych. Odmawiając zwiększenia roli religii w życiu politycznym, Mubarak krytykował niektóre partie opozycyjne za brak przywiązania do islamu, rząd finansował uroczystości religijne, a prezydencka partia wydawała pismo o profilu umiarkowanie muzułmańskim.
W 1986 został odznaczony duńskim Orderem Słonia.
Pragnąc dać dowód gotowości do dialogu nawet z radykalnymi muzułmanami, w 1987 Mubarak amnestionował kilkuset więźniów skazanych po zamachu na Anwara as-Sadata za przynależność do ekstremistycznych organizacji islamskich.
Mubarak zgodził się na zmianę ordynacji wyborczej do parlamentu, gwarantującej opozycji 48 miejsc w 448-osobowym Zgromadzeniu Narodowym. W przedterminowych wyborach w kwietniu 1987 ponownie sukces odniosła Partia Narodowo-Demokratyczna, zdobywając 346 mandatów. W październiku tego samego roku Mubarak został ponownie wybrany na prezydenta, uzyskując w lipcu nominację parlamentu, a następnie akceptację społeczeństwa w referendum (był jedynym kandydatem, poparło go 97,1% głosujących). W ostatnich miesiącach przed reelekcją ponownie poddał represjom organizacje islamistyczne, które jawnie występowały przeciwko panującemu systemowi, dopuszczając się m.in. zamachów terrorystycznych na lewicowych dziennikarzy, dyplomatów USA i byłego ministra obrony Hasana Abu Baszę.
Stale wygrywając zwolenników świeckiego państwa przeciwko organizacjom islamskim, jak również podsycając konflikt między muzułmanami radykalnymi i umiarkowanymi, Mubarak utrzymywał równowagę gwarantującą mu pozostanie przy władzy. W wielkie spory ideologiczne prezydent nie angażował się, a jego hasła polityczne były z założenia ogólnikowe (np. „Wielkie Przebudzenie” z 1985 czy „Rozwój, Stabilność, Demokracja” z 1987).

#### Druga kadencja (1987–1993)
Dzięki swojemu stanowisku w konflikcie iracko-irańskim Mubarak na początku drugiej kadencji doprowadził do ostatecznego wznowienia stosunków dyplomatycznych Egiptu z innymi państwami arabskimi. Od listopada 1988 w jego polityce zagranicznej wyraźny był ponowny zwrot ku panarabizmowi, czego wyrazem było uznanie niepodległego państwa palestyńskiego w listopadzie 1988, próby objęcia go nieformalnym patronatem i tym samym potwierdzenie swojej przodującej pozycji wśród państw arabskich. Jedynie Libia, Syria, Liban i Algieria w 1988 nie nawiązały kontaktów dyplomatycznych z Egiptem, Algieria i Syria uczyniły to rok później. W marcu 1989 Mubarak podejmował w Kairze króla Arabii Saudyjskiej Fahda.
Odrębne wysiłki Mubaraka dotyczyły zakończenia konfliktu izraelsko-palestyńskiego, w którym Egipt w końcu lat 80. XX wieku występował jako główny mediator. We wrześniu 1989 prezydent Egiptu przedstawił dziesięciopunktowy program, w którym wzywał Izrael do wyrażenia zgody na powstanie niepodległej Palestyny (w myśl zasady „pokój za ziemię”) oraz do przeprowadzenia wyborów na terytoriach okupowanych w celu wyłonienia pierwszego rządu palestyńskiego. Plan został poparty przez USA, ale rząd izraelski go odrzucił. W połowie r. 1990 Mubarak usztywnił swoje stanowisko względem Izraela, a po powstaniu trzeciego rządu Icchaka Szamira rozmowy pokojowe zostały zawieszone w ogóle.
W tym samym roku w Egipcie doszło do kryzysu konstytucyjnego po tym, gdy Najwyższy Sąd Konstytucyjny uznał ordynację wyborczą z 1986 za niezgodną z ustawą zasadniczą. W związku z tym 29 listopada i 6 grudnia 1990 odbyły się nowe wybory, które zakończyły się ponownie zdecydowanym zwycięstwem Partii Narodowo-Demokratycznej (przy bojkocie ze strony opozycji). Elekcja odbywała się w napiętej atmosferze, wywołanej zabójstwem przewodniczącego Zgromadzenia Ludowego Rifata al-Mahdżuba 12 października i nowymi aresztowaniami islamskich fundamentalistów.
W 1990 Husni Mubarak nawiązał bliższe kontakty z Syrią. Złożył oficjalną wizytę jej prezydentowi Hafizowi al-Asadowi, a następnie podejmował go w Kairze. W sierpniu tego samego roku był gospodarzem obrad przywódców krajów arabskich, w czasie którego postanowiono stworzyć wspólny front przeciwko ekspansywnej polityce Iraku. W październiku tego samego roku Liga Państw Arabskich ponownie przeniosła swoją siedzibę do Kairu. Mubarak opowiadał się początkowo za dyplomatycznym rozwiązaniem problemu irackiego (sam próbował prowadzić mediację), ostatecznie jednak potępił agresję Iraku na Kuwejt, a następnie udostępnił egipską przestrzeń powietrzną i Kanał Sueski wojsku amerykańskiemu, jak również skierował do sił interweniujących w Iraku 27 tys. żołnierzy. Oznaczało to, że Egipt był trzecią – po USA i Arabii Saudyjskiej – siłą w operacji Pustynna Burza w 1991. Udział w interwencji oznaczał załamanie się bardzo dobrych relacji egipsko-irackich. Równocześnie jednak USA, państwa Europy Zachodniej oraz arabskie kraje naftowe umorzyły 14 mld egipskiego długu, zaś jego pozostała część została rozłożona na korzystne raty.
Wobec utrzymywania się trudności gospodarczych, Mubarak na początku lat 90. rozpoczął szeroko zakrojoną reformę ekonomiczną. W maju 1991 Egipt wymienił listy intencyjne z Międzynarodowym Funduszem Walutowym, a następnie podpisał porozumienie z Bankiem Światowym. W ich następstwie Egipt całkowicie uwolnił ceny, radykalnie zmniejszył wydatki publiczne, sprywatyzował ponad 300 zakładów, zniósł ograniczenia w handlu międzynarodowym. W zamian Bank Światowy zgodził się umorzyć połowę zadłużenia kraju. Rezultatem była poprawa wskaźników makroekonomicznych przy równoczesnym zubożeniu społeczeństwa. Fakt, iż 23% mieszkańców Egiptu żyło w ubóstwie, a połowa obywateli pozostawała w biedzie, sprzyjał destabilizacji społecznej i wzmożeniu się agitacji radykalnych ugrupowań muzułmańskich, które do tej pory zyskiwały sympatyków przede wszystkim na uniwersytetach, nie ciesząc się zbytnią popularnością w skali całego kraju. Na początku lat 90. sympatycy radykalnych muzułmanów pojawili się nawet w armii. W 1992 islamiści ponownie zapowiedzieli zintensyfikowanie działań antyrządowych aż do obalenia panującego systemu.
Seria ataków terrorystycznych w całym kraju, wymierzonych m.in. w zagranicznych turystów oraz w najwyższych urzędników państwowych, skłoniła Mubaraka do ponownego zaostrzenia represji przeciwko organizacjom islamistycznym. Usunął także ze stanowisk rządowych polityków skłonnych do dialogu z radykalnymi muzułmanami. Dopuścił stosowanie przez policję i służby bezpieczeństwa odpowiedzialności zbiorowej i tortur, co spotkało się z krytyką społeczności międzynarodowej i egipskich intelektualistów.

#### Trzecia kadencja (1993–1999)

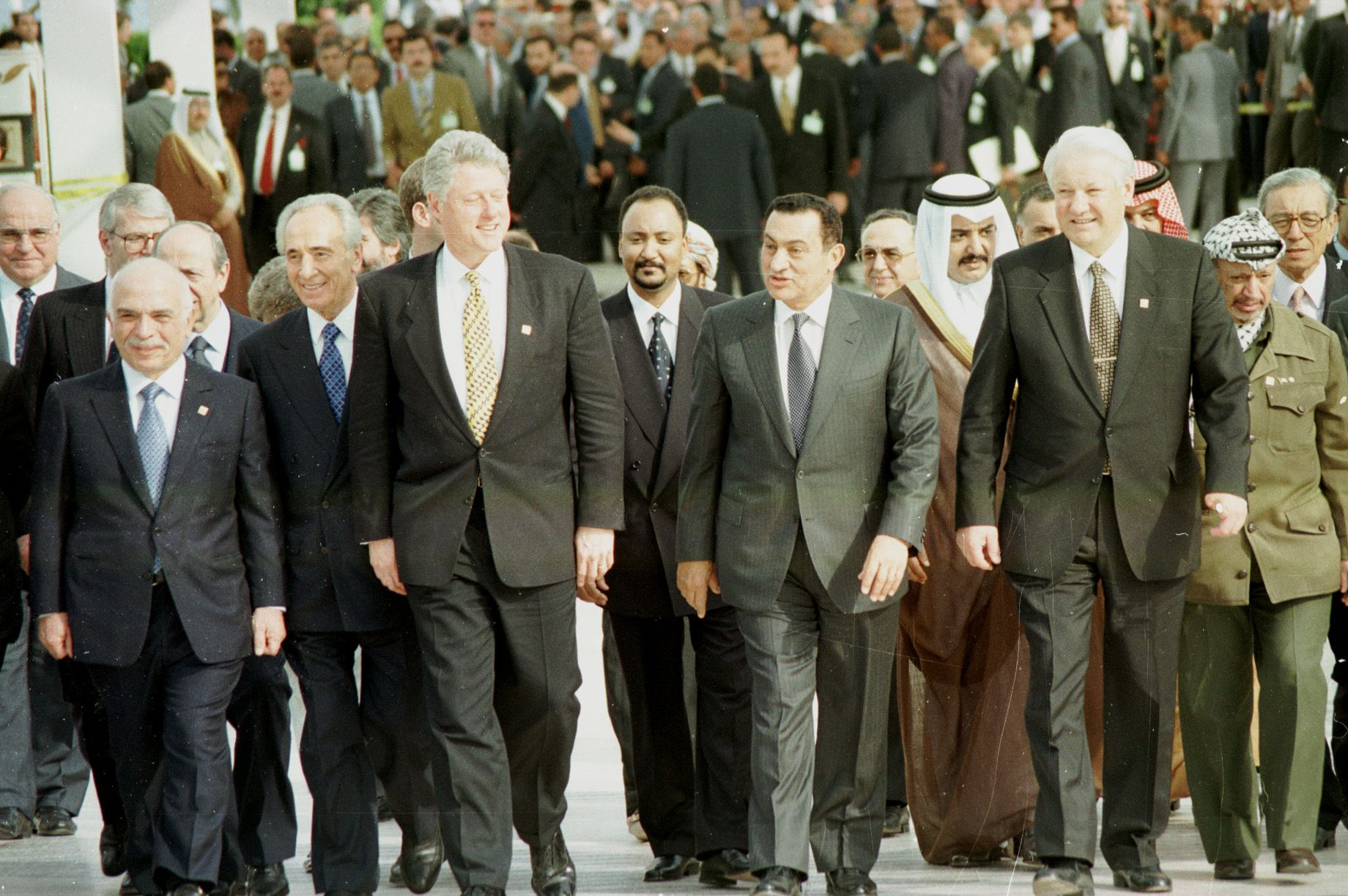
Od lewej:król Jordanii Husajn ibn Talal, premier Izraela Szimon Peres, prezydent USA Bill Clinton, prezydent Egiptu Husni Mubarak, prezydent Rosji Boris Jelcyn i przywódca Palestyny Jasir Arafat w Szarm el-Szejk (1996)

W lipcu 1993 Mubarak uzyskał w egipskim parlamencie reelekcję. W referendum jego pozostanie na urzędzie prezydenta poparło 96% głosujących przy niskiej frekwencji. Natychmiast po tym wydarzeniu, pragnąc podkreślić znaczenie wojska w państwie, Mubarak awansował ministra obrony, gen. Muhammada Husajna Tantawiego, na marszałka. Nie mianował natomiast wiceprezydenta.
Wbrew nadziejom opozycji, która apelowała do Mubaraka o dalszą demokratyzację systemu władzy, po rozpoczęciu swojej trzeciej kadencji prezydent zapowiedział jedynie „szeroki dialog narodowy”, do którego zaprosił wszystkie partie wyrzekające się terrorystycznych metod działania. W grudniu 1993 na jego apel odpowiedziało pozytywnie dziesięć legalnie działających ugrupowań, jak również półlegalni Bracia Muzułmańscy oraz komuniści. 25 czerwca 1994 rozpoczęła się Konferencja Dialogu Narodowego, zdominowana przez przedstawicieli partii prezydenckiej. Przez to debata o przyszłości państwa została sprowadzona do kwestii walki z terroryzmem i problemów gospodarczych. Na początku lat 90. Mubarak zgadzał się na tworzenie nowych partii politycznych, zakładał jednak, że wzrost ich liczby przyczyni się do rozproszenia sił opozycji.
W latach 1994–1997 w Egipcie miała miejsce fala ataków terrorystycznych. Mubarak i jego otoczenie w zdecydowany sposób zwalczali zarówno fundamentalistyczne organizacje muzułmańskie, jak i muzułmanów umiarkowanych. W marcu 1994 wykryty został spisek antyprezydencki w wojsku, którego organizatorzy szykowali zamach na Mubaraka. W roku następnym prezydencka partia ponownie odniosła sukces w wyborach parlamentarnych, jednak obserwatorzy oskarżali rząd o sfałszowanie wyników i wpływanie na wyborców. Szczególne utrudnienia władzy czyniły kandydatom niezależnym, którzy startowali z nieformalnym poparciem Braci Muzułmanów. 26 czerwca 1995 Mubarak przeżył kolejny zamach na swoje życie, zorganizowany przez fundamentalistyczną Wspólnotę Islamską w Addis Abebie. W listopadzie tego samego roku oskarżył kraje Europy Zachodniej o udzielanie azylu politycznego działaczom muzułmańskim zamieszanym w organizację zamachów terrorystycznych.
Husni Mubarak odegrał znaczącą rolę w skłonieniu rządu izraelskiego i przywódców Organizacji Wyzwolenia Palestyny do ponownego przystąpienia do rozmów pokojowych. 4 maja 1994 w Kairze premier Izraela Icchak Rabin oraz Jasir Arafat podpisali umowę o samorządzie palestyńskim w Jerychu i Gazie, ceremonię tę prowadził osobiście prezydent Egiptu. Próbował także mediować w sporze izraelsko-syryjskim o wzgórza Golan, jednak nie odniósł większego sukcesu z powodu nieustępliwego stanowiska izraelskiego. W 1995, jako pierwszy w historii przywódca egipski, uczestniczył w pogrzebie premiera Izraela Icchaka Rabina. Po zwycięstwie Likudu w wyborach parlamentarnych w Izraelu, co było osobistą porażką Mubaraka, wspierającego otwarcie izraelską Partię Pracy, w 1996 relacje egipsko-izraelskie uległy ponownemu pogorszeniu. W 1998 Mubarak określił premiera izraelskiego Binjamina Netanjahu jako człowieka, który zniszczył proces pokojowy w konflikcie izraelsko-palestyńskim. W 1999 prezydent Egiptu skrytykował rząd Izraela za łamanie postanowień porozumienia z Wye Plantation, co pociągnęło za sobą całkowite zawieszenie wzajemnych relacji.
Bliskie relacje utrzymywał Mubarak z prezydentem Syrii Hafizem al-Asadem, czego wyrazem była jego wizyta w Syrii w maju 1997, a także trzy kolejne spotkania obydwu przywódców w roku następnym. Mubarak stale dążył do integracji świata arabskiego pod wodzą Egiptu. Dlatego w 1998 skrytykował ataki lotnicze na Irak, dokonane przez USA i Wielką Brytanię bez zgody Rady Bezpieczeństwa ONZ.
Po kolejnych wyborach parlamentarnych w 1996 powołany przez Mubaraka rząd Kamala al-Dżanzuriego skupiał się na gospodarczych problemach kraju. Kontynuował także zwalczanie islamskiego fundamentalizmu i terroryzmu. Ponieważ mimo represji wymierzonych w radykalnych muzułmanów ataki terrorystyczne powtarzały się i miały negatywny wpływ na dochody kraju z turystyki, Mubarak w 1997 postanowił wprowadzić szczególne środki, których celem miała być ochrona turystów.
Mubarak utrzymywał bardzo dobre stosunki ze Stanami Zjednoczonymi. Kraj ten życzył sobie, by Egipt zachował status regionalnego mocarstwa, które pozytywnie wpływa na relacje na całym Bliskim Wschodzie. W 1999 USA i Egipt podpisały umowę, na mocy której Kair nadal otrzymywał z Waszyngtonu wielomilionową pomoc ekonomiczną oraz 1,3 mld na szkolenie i uzbrojenie sił zbrojnych. W tym samym roku Mubarak przeżył kolejny zamach na swoje życie, przeprowadzony w Port Saidzie przez Sajjida Hasana Sulajmana.
W latach 90. XX wieku Mubarak rozpoczął wielkie projekty irygacyjne – doprowadzenie wody z Nilu Kanałem Szajcha Zajida do oazy Charga i innych w okolicach jezior Toszka.

#### Czwarta kadencja (1999–2005)

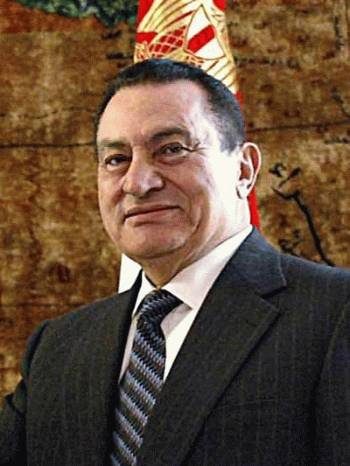
Husni Mubarak w 2003

26 września 1999 Mubarak został po raz kolejny wybrany na prezydenta. W plebiscycie w tej sprawie przy frekwencji 79% uzyskał 93,8% głosów. Głosowaniu towarzyszyła szeroko zakrojona akcja propagandowa, przed lokalami wyborczymi organizowane były wiece, których uczestnicy śpiewali pieśni na cześć prezydenta. Głosy na Mubaraka oddała część działaczy ugrupowań pozostających w opozycji. Jedynie grupa ok. 100 intelektualistów związanych z lewicą zaapelowała o niegłosowanie na prezydenta, wskazując na wzrost bezrobocia, wywołany przez wdrażanie wynegocjowanego przez niego programu liberalizacji gospodarczej, przeprowadzanie aresztowań przeciwników politycznych i stosowanie tortur. Oficjalne wyniki głosowania mogły zostać sfałszowane. 5 października 1999 prezydent po raz kolejny zmienił skład gabinetu, ostatecznie eliminując z niego polityków niechętnych prywatyzacji i przyspieszając liberalne reformy gospodarcze. W wyborach parlamentarnych w 2000 ponownie sukces odniosła partia rządowa, jednak jego rozmiary były znacznie mniejsze niż poprzednio; zdecydowaną przewagę w Zgromadzeniu Ludowym zyskała dopiero wtedy, gdy do jej klubu parlamentarnego dołączyło 150 deputowanych startujących jako niezależni. Mubarak nie czuł się pewien posiadanego poparcia, toteż w regionach, gdzie opozycja była silna, dochodziło do utrudniania jej działalności przez służbę bezpieczeństwa.
W 2000 roku Mubarak przyjął w stolicy Egiptu papieża Jana Pawła II.
Prezydent Egiptu prowadził w dalszym ciągu aktywną politykę zagraniczną. W marcu 2000 doprowadził do rozmów między nowym prezydentem Syrii Baszszarem al-Asadem i prezydentem USA Billem Clintonem. W tym samym roku odbył oficjalną wizytę w USA, spotykał się także z Jasirem Arafatem i premierem Izraela Ehudem Barakiem. W październiku 2000 w Szarm el-Szejk był gospodarzem spotkania Arafata, Baraka i Clintona, w czasie którego wypracowano projekt rozwiązania konfliktu izraelsko-palestyńskiego, ostatecznie nigdy niezrealizowany.
W czasie trzeciej i czwartej kadencji prezydenckiej Mubaraka, począwszy od udziału Egiptu w I wojnie w Zatoce Perskiej, wokół jego osoby wytworzył się kult jednostki. Z okazji 20. rocznicy objęcia przez niego rządów w prasie drukowano wiersze i listy pochwalne na jego cześć. Od 2004 zaczął jednak narastać ruch sprzeciwu przeciwko jego autorytarnym rządom.

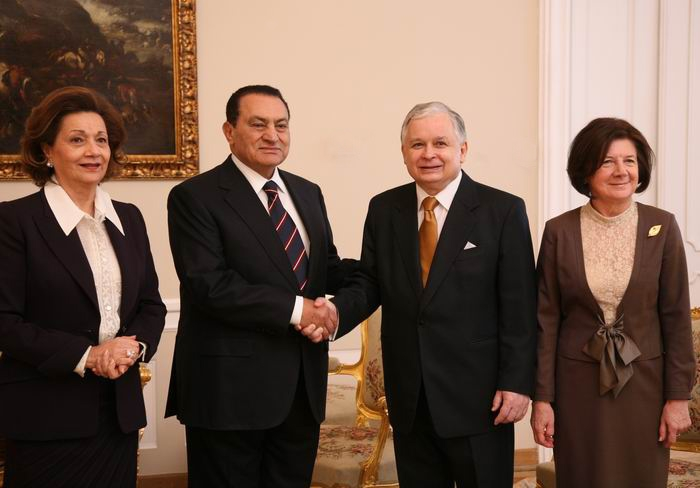
W 2008 Husni Mubarak złożył wizytę w Polsce i został odznaczony Krzyżem Wielkim Orderu Zasługi RP

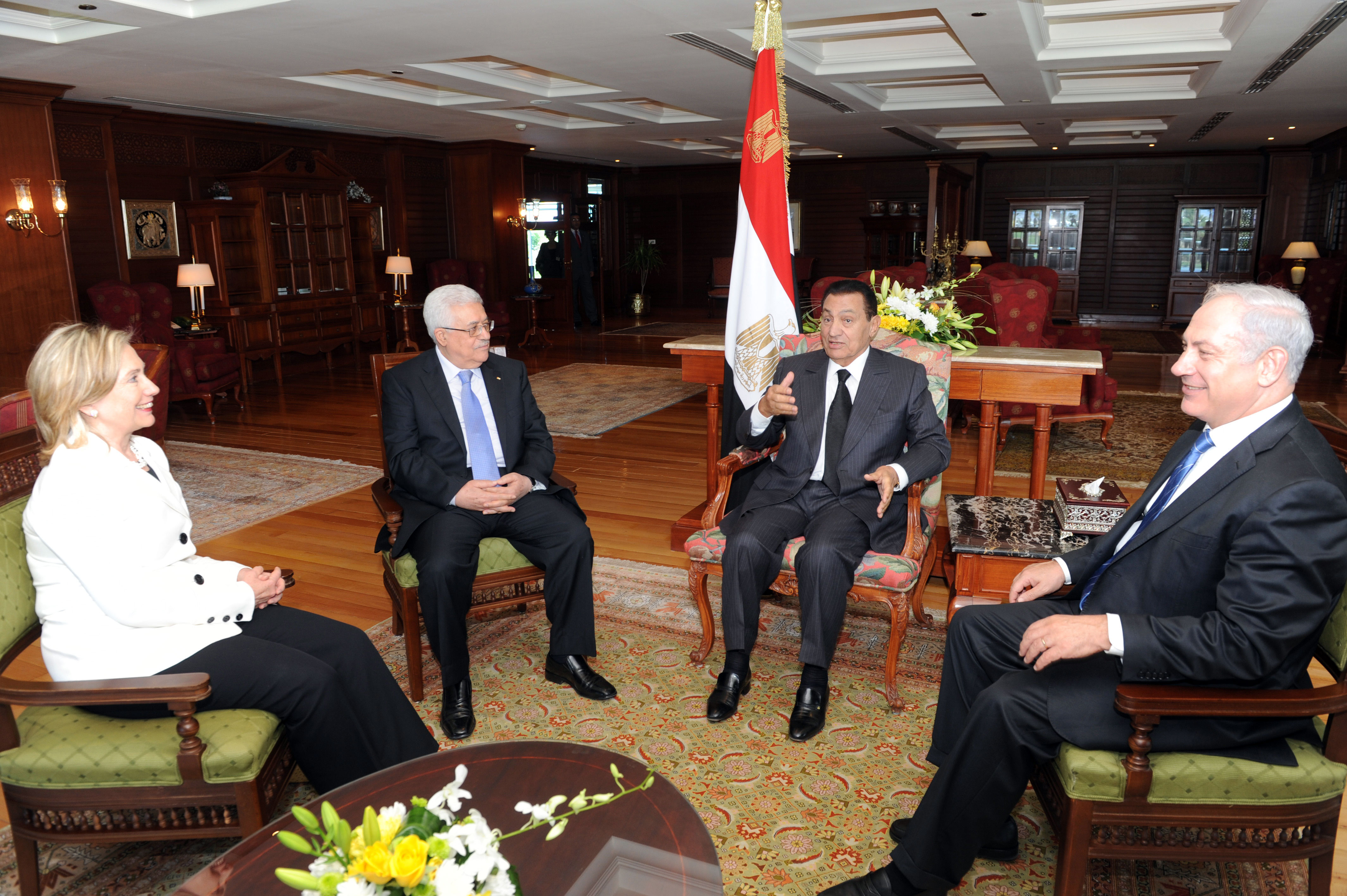
Husni Mubarak z sekretarz stanu USA Hillary Clinton, prezydentem Palestyny Mahmudem Abbasem i premierem Izraela Binjaminem Netanjahu w Szarm el-Szejk (14 września 2010)

#### Piąta kadencja (2005–2011)
Wybory prezydenckie w 2005 odbyły się 7 września. Wystartowało w nich oprócz Mubaraka, dwóch innych kandydatów: Ajman Nur oraz Numan Dżuma. Wybory przy 22,9% frekwencji zwyciężył urzędujący prezydent z wynikiem 88,6%. Zaprzysiężenie odbyło się 27 września.
W czerwcu 2007, z inicjatywy prezydenta Mubaraka odbyło się spotkanie na szczycie w Szarm el-Szejk z królem Jordanii Abd Allahem II, przywódcą Palestyny Mahmudem Abbasem oraz premierem Izraela Ehuda Olmertem. W czerwcu 2008 roku, Husni Mubarak pośredniczył w negocjacjach dotyczących przerwy w działaniach wojennych między Izraelem a Hamasem

Prezydent Egiptu Husni Mubarak w dniach 10–12 marca 2008 złożył oficjalną wizytę w Polsce. Prowadził rozmowy z prezydentem Lechem Kaczyńskim i z premierem Donaldem Tuskiem. Został odznaczony Krzyżem Wielkim Orderu Zasługi RP. Była to pierwsza wizyta egipskiej głowy państwa w Polsce.
W styczniu 2011 przeciwko rządom prezydenta Mubaraka i ogólnej sytuacji polityczno-gospodarczej w kraju wybuchły masowe protesty społeczne, które doprowadziły do śmierci ponad 300 osób. W ich wyniku prezydent Mubarak powołał nowy rząd z Ahmadem Szafikiem na czele, mianował Umara Sulajmana na stanowisko wiceprezydenta oraz zadeklarował nieubieganie się o kolejną kadencję w wyborach prezydenckich we wrześniu 2011. Nie spełniło to jednak oczekiwań demonstrujących, których głównym postulatem była natychmiastowa rezygnacja prezydenta. 10 lutego 2011 Mubarak poinformował o przekazaniu części uprawnień wiceprezydentowi Sulajmanowi. 11 lutego 2011 wiceprezydent ogłosił ustąpienie Mubaraka z urzędu i przejęcie władzy w państwie przez Najwyższą Radę Sił Zbrojnych na czele z ministrem obrony i szefem sił zbrojnych, marszałkiem Muhammadem Husajnem Tantawim. Tego samego dnia Husni Mubarak opuścił pałac prezydencki w Heliopolis i udał się do swojej rezydencji w Szarm el-Szejk. Prokuratura zakazała mu wyjazdu z Egiptu i zamroziła jego konta bankowe w kraju.

### Od 2011
13 kwietnia 2011 Husni Mubarak oraz jego dwaj synowie: Ala i Dżamal zostali aresztowani na 15 dni.
3 sierpnia 2011 rozpoczął się w Kairze jego proces z oskarżenia m.in. o spowodowanie śmierci setek demonstrantów w trakcie protestów w styczniu owego roku, przewieziony tam ze szpitala w Szarm el-Szejk zeznawał leżąc na łóżku. Nie przyznał się do zarzucanych mu czynów. 2 czerwca 2012 wyrokiem kairskiego sądu Mubarak został skazany na karę dożywotniego więzienia za współudział w śmierci kilkuset demonstrantów. 13 stycznia 2013 egipski sąd apelacyjny przyjął odwołanie Mubaraka i nakazał ponowne przeprowadzenie procesu.
Sytuacja Mubaraka przed egipskim wymiarem sprawiedliwości całkowicie uległa zmianie po puczu wojskowym z lipca 2013, kiedy to obalono Muhammada Mursiego i rozpoczęto represje wobec Bractwa Muzułmańskiego. 19 sierpnia 2013 prokurator oczyścił go z zarzutów korupcji, dzięki czemu obalony dyktator został zwolniony. Trafił do szpitala wojskowego ze względu na swój stan. Mubaraka czekał jeszcze proces sądowy za współudział w zabiciu ponad 800 uczestników rewolucji z 2011. Jednak rozprawa została odroczona ze względów bezpieczeństwa do 29 października 2013.
21 maja 2014 Mubarak został skazany na trzy lata więzienia za kradzież funduszy publicznych. Jego synowie – Ala i Dżamal – otrzymali karę czterech lat więzienia. Ponadto na skazanego nałożono karę grzywny w wysokości 21,1 mln funtów egipskich (2,9 mln USD) i nakaz zwrotu państwu sprzeniewierzonych pieniędzy – 125 mln funtów egipskich (17,6 mln USD). Mubarak odwołał się jednak od tego wyroku.
29 listopada 2014 egipski sąd oczyścił Husniego Mubaraka z zarzutu stłumienia antyprezydenckich protestów w 2011, podczas których zginęło kilkuset demonstrantów. Taką samą decyzję wydano w sprawie czterech doradców prezydenta i byłego szefa MSW.
Sąd uniewinnił też Mubaraka w dwóch sprawach o korupcję (Mubarakowi zarzucano korupcję m.in. w związku z eksportem gazu do Izraela). W tej sprawie uniewinniono również byłego ministra ds. surowców. Na początku grudnia 2014 egipski prokurator odwołał się od decyzji sądu w Kairze, który oczyścił b. prezydenta, jego szefa MSW i doradców z zarzutów współudziału w zabójstwie kilkuset demonstrantów podczas tłumienia antyrządowych protestów w 2011.
13 stycznia 2015 sąd kasacyjny w Egipcie unieważnił wyrok trzech lat więzienia dla Husniego Mubaraka za defraudację funduszy publicznych. Sąd zdecydował, że Mubarak, będzie ponownie sądzony w tej sprawie. Chodzi o sprzeniewierzenie 125 mln funtów egipskich (17,6 mln USD). Środki te miały być przeznaczone na renowację i utrzymanie pałaców prezydenckich, a zostały wykorzystane na podniesienie standardu prywatnych rezydencji rodziny Mubaraków. W maju 2014 r. Mubarak został uznany za winnego w tej sprawie, wyrok został jednak uchylony za względu na stan zdrowia. Były prezydent z powodów zdrowotnych był zmuszony do pozostania w szpitalu wojskowym na przedmieściach Kairu, gdzie prędzej odbywał karę. 9 maja 2015 Husni Mubarak i jego synowie zostali uznani za winnych w tej sprawie. Mubarak został skazany na trzy lata więzienia, jego synowie Ala i Dżamal dostali po cztery lata. Były prezydent Egiptu w związku ze stanem zdrowia nie trafił do więzienia, a karę odbywał w Szpitalu Wojskowym w Kairze.
2 marca 2017 najwyższy sąd apelacyjny w Egipcie uniewinnił Mubaraka od zarzutu współodpowiedzialności za śmierć demonstrantów podczas rewolucji z 2011. Sąd odrzucił także wnioski prawników rodzin ofiar o wznowienie procesu cywilnego w tej sprawie, co oznaczało wyczerpanie możliwości odwoławczych. W związku z uniewinnieniem egipska prokuratura generalna 13 marca 2017 zadecydowała o jego uwolnieniu (do tej pory były prezydent przebywał pod strażą w szpitalu wojskowym). Na mocy tej decyzji Mubarak 24 marca 2017 po sześciu latach wyszedł na wolność i udał się do swojego domu w Heliopolis.
Husni Mubarak zmarł 25 lutego 2020 w szpitalu wojskowym w Kairze. Po jego śmierci w Egipcie ogłoszono trzydniową żałobę narodową, a Zjednoczone Emiraty Arabskie ogłosiły dzień żałoby. Został pochowany w Kairze, z wojskowym ceremoniałem.

## Rodzina i życie prywatne
Był żonaty z Suzan Sabet, absolwentką socjologii na Uniwersytecie Amerykańskim w Kairze, miał dwóch synów: Alę i Dżamala. Urzędował w Pałacu Heliopolis w kairskiej dzielnicy Heliopolis, natomiast jego prywatny dom znajdował się na terenie bazy wojskowej w tej samej dzielnicy. Druga rezydencja prezydenta Mubaraka znajdowała się w bazie lotnictwa w Szarm el-Szejk; takie rozmieszczenie prywatnych rezydencji wynikało z silnych obaw Mubaraka przed zamachem na swoje życie.